# 巴良卡
巴良卡，是西班牙巴伦西亚自治区巴伦西亚省的一个市镇。总面积57平方公里，总人口213人（2001年），人口密度4人/平方公里。